# FC Zlín
Maillots
Actualités
Dernière mise à jour : 11 novembre 2023.
Le FC Zlín est un club de football tchèque, fondé en 1919 et basé à Zlín.

## Historique

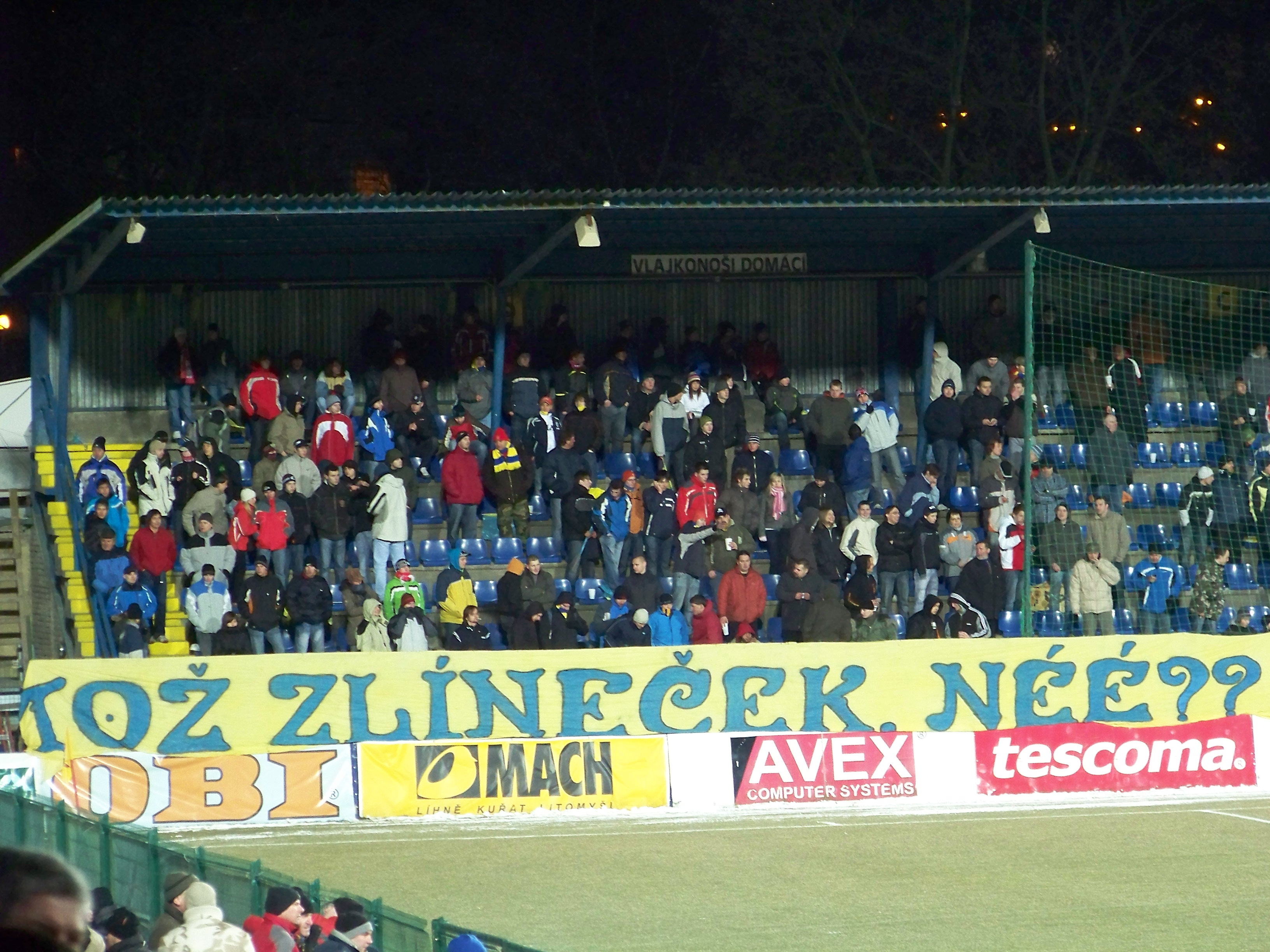
Supporters de Zlin.

Ancien logo (2022-2023)

- 1919 : fondation du club sous le nom de SK Zlín
- 1924 : le club est renommé SK Baťa Zlín
- 1958 : le club est renommé TJ Gottwaldov
- 1970 : 1re participation à une Coupe d'Europe (C2, saison 1970-71)
- 1979 : le club est renommé Svit Gottwaldov
- 1990 : le club est renommé FC Svit Zlín
- 2000 : le club est renommé FK Zlín
- 2002 : le club est renommé FC Tescoma Zlín
- 2012 : le club est renommé FC Fastav Zlín
- 2017 : première phase de poule de la Ligue Europa
- 2022 : le club est renommé FC Trinity Zlín
- 2023 : le club est renommé FC Zlín

## Bilan sportif

### Palmarès
- Coupe de Tchéquie
  - Vainqueur : 2017
- Supercoupe tchéco-slovaque
  - Vainqueur : 2017

### Bilan européen
Note : dans les résultats ci-dessous, le score du club est toujours donné en premier
| Saison    | Compétition     | Tour           | Club             | Domicile | Extérieur | Total     |
| --------- | --------------- | -------------- | ---------------- | -------- | --------- | --------- |
| 2004      | Coupe Intertoto | Premier tour   | MyPa             | 3 - 2    | 1 - 1     | 4 - 3     |
| 2004      | Coupe Intertoto | Deuxième tour  | KVC Westerlo     | 3 - 0    | 0 - 0     | 3 - 0     |
| 2004      | Coupe Intertoto | Troisième tour | Atlético Madrid  | 2 - 4    | 2 - 0     | 4 - 4E    |
| 2005      | Coupe Intertoto | Premier tour   | Nioman Hrodna    | 0 - 0    | 1 - 0     | 1 - 0     |
| 2005      | Coupe Intertoto | Deuxième tour  | KAA La Gantoise  | 0 - 0    | 0 - 1     | 0 - 1     |
| 2017-2018 | Ligue Europa    | Groupe F       | FC Copenhague    | 1 - 1    | 0 - 3     | Quatrième |
| 2017-2018 | Ligue Europa    | Groupe F       | Sheriff Tiraspol | 0 - 0    | 0 - 1     | Quatrième |
| 2017-2018 | Ligue Europa    | Groupe F       | Lokomotiv Moscou | 0 - 2    | 0 - 3     | Quatrième |

Légende
- Victoire ou qualification pour le tour suivant
- Match nul
- Défaite ou élimination de la compétition

## Anciens joueurs
- Ladislav Dupal
- Zdeněk Grygera
- Pépi Humpal
- Daniel Zítka
- Bohumil Musil